# Gastarbeiter

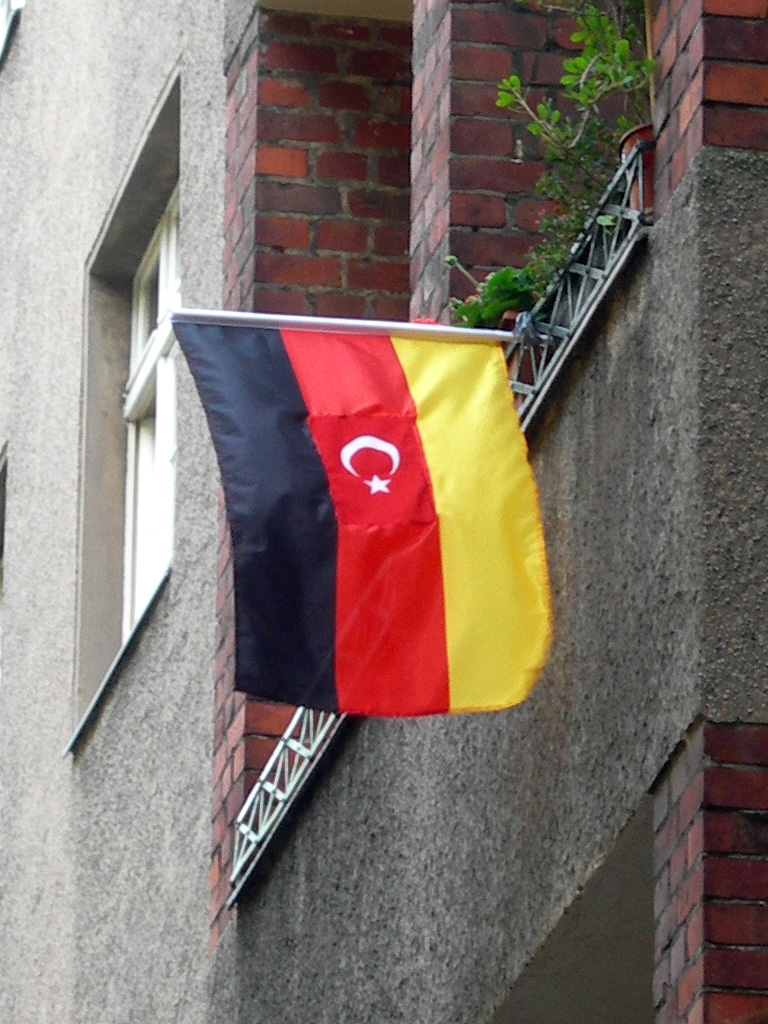
Fusión de la bandera alemana con la turca en un balcón de Berlín.

Se conoce con el nombre de Gastarbeiterⓘ ('trabajadores invitados' en alemán) a los trabajadores de diversas nacionalidades que fueron contratados durante la década de 1960 por las autoridades de la República Federal de Alemania.
A mediados del siglo XX Alemania estaba inmersa en su reconstrucción tras la Segunda Guerra Mundial y su economía estaba en pleno proceso de expansión, lo que se conoció como el milagro alemán. Alcanzado el pleno empleo, el país se enfrentaba a un déficit de mano de obra de baja cualificación, sobre todo para actividades relacionadas con la minería, la siderurgia, la industria automovilística y la reconstrucción de ciudades y edificios. Las autoridades pusieron en marcha a partir de 1955 un programa para captar trabajadores —casi todos hombres— de otros países de Europa con la ayuda de oficinas de empleo y acuerdos de contratación bilaterales. Los primeros trabajadores que se contrataron en esta época procedían de Italia, España, Yugoslavia y, en menor medida, de Grecia. A partir de 1960 vinieron también Gastarbeiter de Turquía y Portugal. En 1964 Alemania recibió al "Gastarbeiter un millón", que fue obsequiado con un ciclomotor. A los países proveedores de mano de obra se sumaron posteriormente Túnez, Marruecos y Corea del Sur. Con Filipinas se firmaron contratos para empleos relacionados con el cuidado de enfermos. En 1971 se llegó incluso a contratar un Gastarbeiter inglés. En septiembre de ese mismo año, los Gastarbeiter eran ya más del 10 % de la población activa de Alemania.
Normalmente no se considera Gastarbeiter a los inmigrantes que trabajaban en Alemania acogiéndose a la legislación de la Comunidad Económica Europea (Bélgica, Francia, Países Bajos), ni a aquellos cuyo contrato no lo estableciese específicamente aun siendo extranjeros (Austria, Suiza, Inglaterra, Estados Unidos). No obstante, el número de trabajadores bajo estas circunstancias fue testimonial en comparación con el de Gastarbeiter. 

## Discusión sobre el término
La palabra Gastarbeiter ("trabajador invitado") fue acuñada para sustituir a Fremdarbeiter ("trabajador extranjero"), lastrada por su uso en tiempos del Nacionalsocialismo. El hecho de que la palabra incluya el concepto "invitado" habla por sí mismo. En la Alemania de aquella época se preveía una estancia provisional ("principio de rotación") de la mano de obra contratada. Pero por otro lado, permitir trabajar a un invitado parece contravenir la hospitalidad más básica. La literatura alemana moderna escrita por autores procedentes del mundo de los Gastarbeiter se hace eco de ello e instrumentaliza lo paradójico e irónico del término. Al contrario de lo que ocurrió con los polacos que emigraron para trabajar en la minería durante la industrialización de la Cuenca del Ruhr, los llamados Ruhrpolen, en el caso de los Gastarbeiter ninguna de las partes, ni la población local ni los propios trabajadores, deseaban una integración y un establecimiento permanentes. Por tanto, el "principio de rotación" pretendido por las autoridades no encontró apenas resistencia en los primeros años de inmigración.
Ya a principios de los 70, el concepto fue considerado problemático por los sociólogos, al verlo como eufemístico. En 1972, la emisora pública WDR convocó un concurso para encontrar una palabra más adecuada, recibiendo 32.000 propuestas. Desde entonces aumentó el uso de "trabajadores extranjeros" (ausländische Arbeitnehmer) y, más tarde, algunas publicaciones serias empezaron a hablar de "inmigrantes trabajadores" (Arbeitmigranten).

## Desarrollo
Desde principios de los años 1950 se hacía patente en Alemania la falta de mano de obra en ciertos sectores. El alto número de muertos y prisioneros de la guerra, junto con el de judíos asesinados y exiliados limitaba la potencial población activa. En especial, el sector de la minería acusaba un alto grado de abandono por parte de recién contratados en favor de otros empleos con condiciones menos duras. Las empresas del sector y buscaron empleados en Austria entre los refugiados transilvanos. Pese a todo, la nómina de nuevos trabajadores siguió siendo baja. En el Ministerio Federal de Economía se planteó entonces contratar mano de obra italiana, pero la propuesta se encontró con la oposición de los patrones, que temían un bajo rendimiento laboral y la propagación de ideas comunistas.
En otoño de 1953 el gobierno italiano ofreció obreros a Alemania. De este modo buscaban utilizar el exceso de población activa para compensar su déficit comercial. El gobierno federal reaccionó con cautela. El Ministro de Trabajo Antón Storch prefería traer parados alemanes de regiones deprimidas. Por su parte, el ministro de Economía Ludwig Erhard defendía la posición contraria. En 1954 comenzó una campaña de prensa con el objetivo de someter el tema a debate público. Simultáneamente, el gobierno de Italia puso en marcha la negociación de las condiciones para la exportación de trabajadores. En el curso de estas, se determinaron el método de elección, de pago y la posibilidad de reagrupación del núcleo familiar.
En verano de 1955 el gobierno federal cambió su postura oficial. En aquellos momentos se planeaba organizar la ‘’Bundeswehr’’ e instaurar el servicio militar obligatorio, lo que limitaría aún más la mano de obra disponible. Además, en Francia y Suiza se estaba discutiendo también traer obreros de Italia. Una primera estimación de 1956 cifró en 800.000 el número de trabajadores necesarios. El 20 de diciembre de 1955 se firmó el acuerdo entre ambos países.
En julio de 1954 los ‘’Gastarbeiter’’ representaban el 0,4% de la población activa alemana. Esta cifra comenzó a despegar alrededor de 1960 (1,5%) hasta llegar al 10,3% en 1971. Al construirse el Muro de Berlín, la RFA perdió una importante fuente de trabajadores, la RDA. Al mismo tiempo la economía seguía creciendo, de modo que se intensificaron las contrataciones y hubo de expandirse la búsqueda a otros países.
En un principio, los trabajadores inmigrados vivían en malas condiciones, hacinados en barracones. No obstante, en 1960 comenzaron las reagrupaciones familiares. Para 1975, la Federación Alemana de Sindicatos situaba el número de ‘’Gastarbeiter’’ en 2,67 millones. Si se tiene en cuenta a los familiares no productivos de los trabajadores inmigrantes y a las personas procedentes de fuera de Alemania que trabajaban por cuenta propia, se puede calcular que en 1980 el número de extranjeros en el país era de 3 millones, que por entonces correspondía con el 5% de la población. En 1973 se resolvió detener las contrataciones debido al estado titubeante de la coyuntura económica y a la crisis del petróleo.

## Situación en la RDA
En la República Democrática Alemana los llamados Vertragsarbeitnehmer ("trabajadores contratados") jugaron un papel similar. En 1989 había 94.000 de estos trabajadores afincados en la RDA, dos tercios de los cuales eran de procedencia vietnamita. Otros países en proporcionar mano de obra a la RDA fueron Cuba, Mozambique, Polonia y Angola. Eran contratados por la Alemania comunista por periodos de cinco años. Los Vertragsarbeitnehmer vivían en colonias de viviendas especiales. En ningún caso se previó integrar a estos obreros, que a menudo apenas sabían alemán, en la sociedad de la RDA, si bien en algunos casos aislados esta integración sí tuvo lugar.[cita requerida]

## Consecuencias
El concepto perdió relevancia en 1964 con el abandono del principio de rotación. Los antiguos Gastarbeiter son considerados hoy inmigrantes de primera generación.

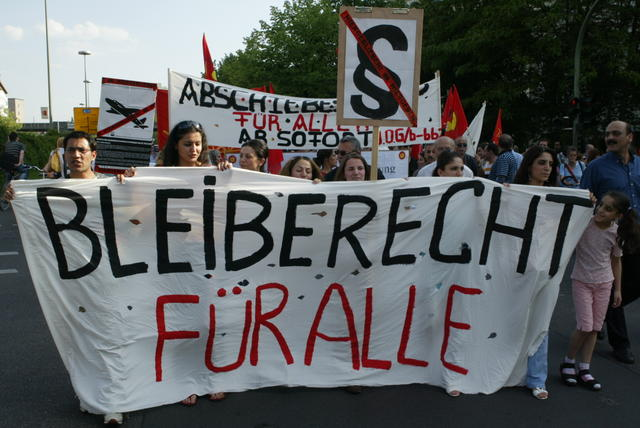
Inmigrantes en Alemania exigiendo el permiso de residencia.

Ya a principios de los 70 quedó patente que la pretensión inicial de acotar en el tiempo la estancia en Alemania de los trabajadores era errónea. El modelo de rotación cayó por la presión de la patronal, que quería ahorrarse los costes periódicos de aprendizaje de nuevos inmigrantes que este modelo conllevaba. Se redactaron leyes para regular la reagrupación familiar de los Gastarbeiter, opción que fue usada por muchos de ellos. En 1973 dejaron de contratarse Gastarbeiter, hasta el año 2000, cuando entró en funcionamiento la Greencard, un programa para reclutar fuera de Europa especialistas en ámbitos relacionados con la tecnología de la información. Con todo ello, Alemania se ha convertido de facto en un país receptor de inmigrantes. Algunas voces críticas con la actuación del estado defienden que el reconocimiento legal de estas personas no ha sido correctamente enfocado, dificultando su integración.